# Evert van Aelst

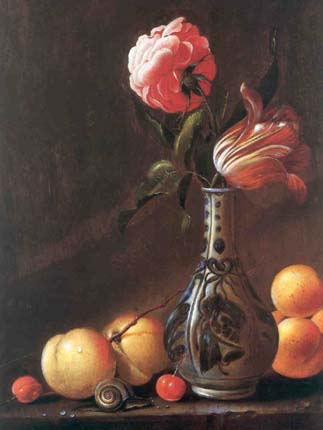
Natură statică cu floare de Evert van Aelst.

Evert van Aelst, uneori cunoscut sub numele de Everard Aalst, (n. 1602 în Delft - d. 19 februarie 1657 în Delft)  a fost un pictor neerlandez de natură statică. 
Van Aelst era unchiul și profesorul lui Willem van Aelst .  Ambii au fost celebri pentru picturile lor de natură statică, de pești, vase etc.  El a fost influențat de Pieter Claesz .  Potrivit lui Houbraken, a petrecut patru ani în Franța și șapte în Italia.   Marele duce al Toscanei a devenit patronul său și l-a răsplătit cu amabilitate pentru munca sa.   Când s-a întors în Olanda, s-a stabilit la Delft, unde a înființat un atelier pictând natură statică, picturi care au fost un mare succes în timpul vieții sale.  Emanuel de Witte , nepotul său Willem și Jacob Denys au fost studenții săi. 